# 探險活寶 (第二季)
美國科學奇幻動畫劇集《探險活寶》第二季於2010年10月11日首播，並於2011年5月9日完結。故事背景設定在「蘑菇戰爭」結束約一千年後的哇賽秘境，主角是人類男孩阿寶和能夠自由伸縮變形的老皮，兩人是好友兼養兄弟。第二季主要講述了兩人在哇賽秘境的探險，以及與泡泡糖公主、冰霸王、艾薇爾、腫泡泡公主和嗶莫等人之間發生的故事。
第一季首播後，卡通頻道便緊接續訂第二季，第二季於同年8月基本完成編劇工作，但直至首播前一週仍未制作完成。首集〈惡夜魔境〉於2010年10月11日首播，獲得約200萬的收視率，收視人數比第一季略有下降。第二季原計畫以〈愚笨的人類〉和〈人類大反擊〉兩集連播收尾，引入新角色陰魔王，同時為下一季留下懸念。但節目編排因故調整，改以〈吸血鬼訓練課〉一集作為完結，於2011年5月9日播出，收視率達到198萬，高於上一季季終集的數據。該季播出後廣泛好評，其中〈惡夜魔境〉一集獲得第63屆黄金時段艾美獎“最佳短篇動畫節目”的提名。2011年，《探險活寶》還獲得動畫界第38屆安妮獎“最佳兒童電視動畫節目”的提名。
該季由卡通頻道工作室與弗雷德瑞特工作室共同制作，由賴瑞·萊奇力特擔任導演，並由亞當·穆托、芮貝卡·薛格、肯特·奥斯本、索姆雷·瑟亞馮、科爾·桑切斯、本顿·康纳（Benton Connor）、傑西·莫納漢、亞子·卡斯圖埃拉和湯姆·赫皮奇等人擔任編劇和故事板創作。第二季播出後曾發行數張DVD，收錄了其中部分集數。2013年6月4日首次發行完整第二季的DVD和藍光光碟套裝。

## 開發

### 設定
延續第一季，聚焦於阿寶和老皮的冒險故事，並和泡泡糖公主、冰霸王、艾薇爾、腫泡泡公主和嗶莫等人之間的一系列故事。該季中常見的劇情包括：阿寶和老皮發現某些奇怪的生物、與冰霸王戰鬥、或者與怪獸戰鬥幫助別人。該季亦延續了阿寶與泡泡糖公主的感情線索。阿寶在這一季長大到13歲，逐漸開始理解自己對泡泡糖公主的愛慕之情，在該季尾聲戰鬥時一度對泡泡糖公主說出「我喜歡你」。第二季尾聲的部分的兩集〈愚笨的人類/人類大反擊〉中，反派角色陰魔王（朗·普尔曼配音）首次登場，並為後續的劇情留下懸念。影集中每集都會出現在鏡頭角落的彩蛋角色，「招手蝸牛」在這一季中也首次參與劇情的發展。

### 製作

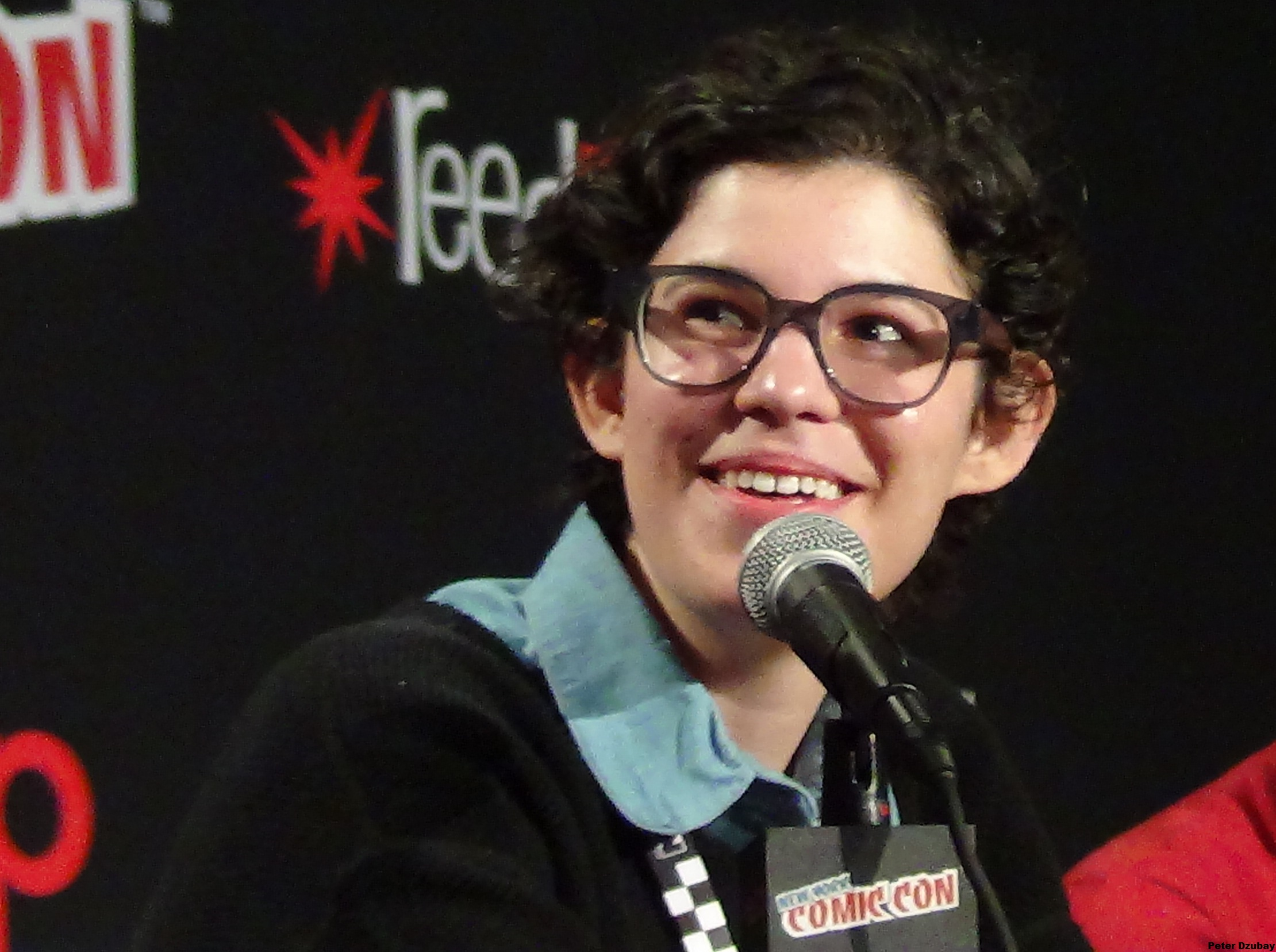
動畫師芮貝卡·薛格自該季起加入劇組創作團隊

《探險活寶》由潘得頓·沃德主創，最初僅有一部6分鐘長的獨立短片，之後在網絡爆紅，還在尼克卡通頻道《隨機卡通》中播出，隨後卡通頻道接手將其製作成完整影集。第一季於2010年4月5日首播，卡通頻道在4月7日即宣佈續訂第二季。與前一季相同，第二季同樣為26集，每集約11分鐘，由卡通頻道工作室和弗雷德瑞特工作室共同制作。至2010年8月時，第二季已經完成編劇，海外團隊也已經開始製作動畫。根據製片方弗雷德瑞特工作室公佈的製作代碼，本季最早開始製作的一集為〈效忠國王〉。2010年10月4日，卡通頻道已經公佈第二季將於10月11日開播，首集定為〈惡夜魔境〉，但此時這一集仍未製作完成。弗雷德瑞特工作室創意開發部門主管艾瑞克·霍曼（Eric Homan）對這一緊張的時間安排頗有微詞，稱自己會選擇「在第二季播出之前先備好幾集」，但無奈表示「這畢竟不是我的頻道」。這一集同時也是分鏡團隊新成員芮貝卡·薛格參與的首集。
一般情況下，每集動畫製作前需要向頻道主管介紹本集劇本內容，以求獲得製作的許可。卡通頻道允許《探險活寶》的製作團隊在介紹時不依賴文字劇本，可以直接「通過故事板和短片」交流，以「圖像視覺」為主導。製作團隊向頻道推銷〈惡夜魔境〉一集時曾現場演唱其中的〈薯條之歌〉（The Fry Song）。沃德表演節奏口技飾演阿寶，芮貝卡·薛格演奏烏克麗麗飾演艾薇爾，兩人合作向頻道主管演唱了這首歌曲。舒格在之後回憶稱這次經歷「超級嚇人」，但卡通頻道方面仍然為這一集亮起綠燈。
製作過程與第一季類似，都是以分鏡創作為主導，不寫文字劇本。每一集首先根據編劇的構思創作二至三頁的劇本大綱，涵蓋劇情的主要信息。隨後交給故事板團隊根據大綱完善故事，撰寫對白，繪製故事板，將大綱擴充為完整的故事情節。分鏡完成後交給製作人和卡通頻道，根據其建議修改，然後進行配音。團隊之後會完成潤色、背景設計和上色工作。大部分動畫內容是由韓國首爾的草稿工作室（Rough Draft Studio）或塞羅動畫工作室（音譯）製作。動畫製作完成後送回美國作最後的修改，增添音效，補充配音。該季唯一的例外是第16集〈電玩世界〉。這一集中有約5分半的鏡頭完全使用電腦製作，以3D動畫效果模擬8位元電子遊戲風格。thatgamecompany藝術家江軻一人獨立製作完成了這一組鏡頭中全部的「模型、骨架和動作」。
該季中分鏡創作和編劇團隊的主要成員有：包含亞當·穆托、芮貝卡·薛格、肯特·奥斯本、索姆雷·瑟亞馮（Somvilay Xayaphone）、科爾·桑切斯、本頓·康納（Benton Connor）、傑西·莫納漢、亞子·卡斯圖埃拉和湯姆·赫皮奇等人。其中本頓·康納曾是《阿嗨大冒險》的創作人員，工作完成後原計劃前往劇組工作，但後者因故延期，康納於是以自由身份參與了《探險活寶》這一季中〈神奇盔甲〉和〈慢慢愛〉兩集的故事板創作。這一季亦是製作團隊創始成員帕特里克·麥克海爾完整參與的最後一季。麥克海爾在本季完成後離開，但第三季首集片頭的編劇名單中仍將他列出。麥克海爾離開之後僅偶爾通過電話參與編劇會議，不參與影集的創作。

## 主要演员

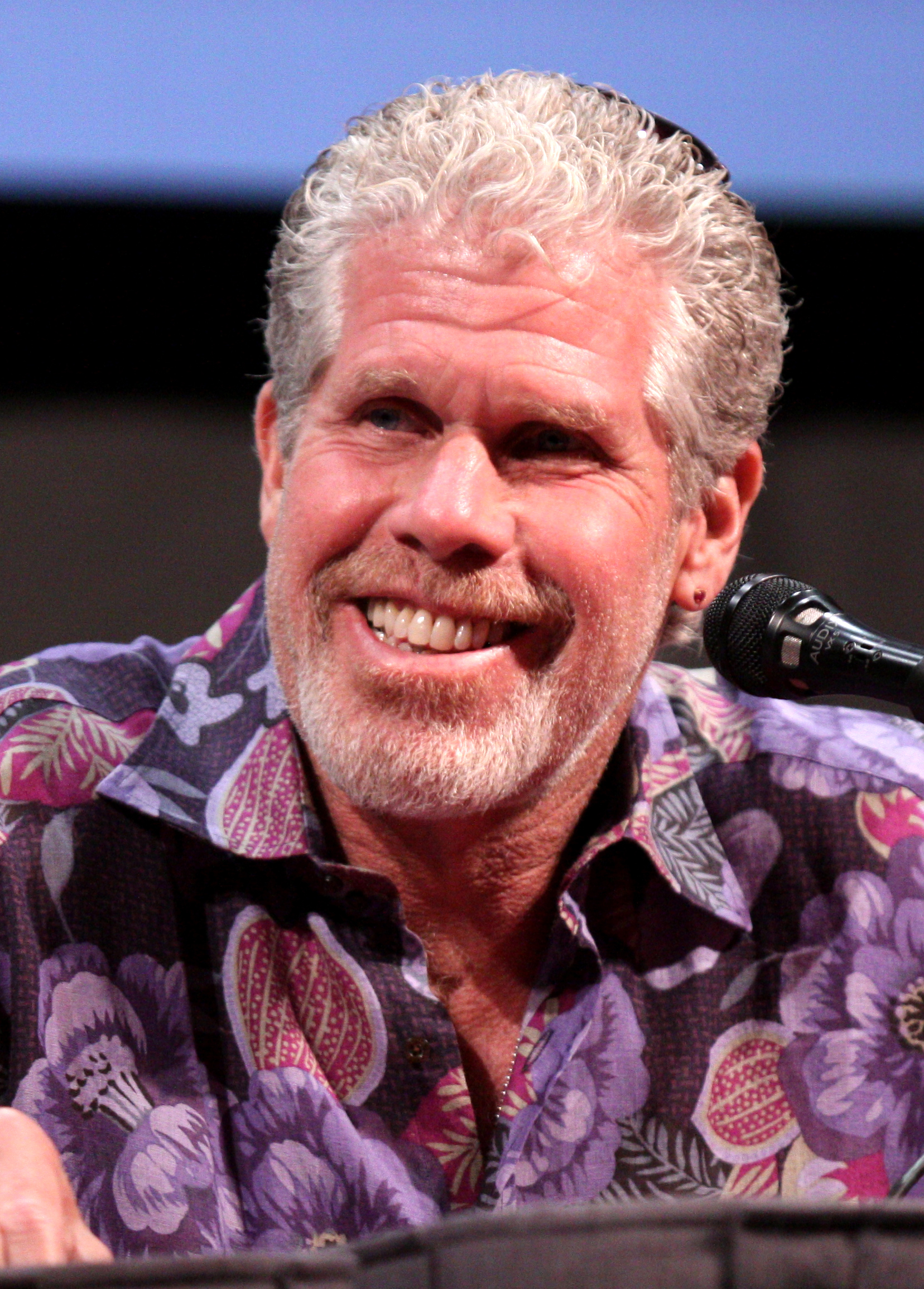
朗·普爾曼在第二季中為首次登場的大反派陰魔王配音

第一季中的主要配音演員在本季中悉數回歸，包括老牌配音員約翰·迪·馬吉歐（飾演老皮等角色）、湯姆·肯尼（飾演冰霸王等角色）和海登·沃爾什（飾演泡泡糖公主），以及年輕演員傑里米·沙達（飾演阿寶）和奧莉薇亞·奧爾森（飾演艾薇爾）。傑里米·沙達在第一季後逐漸變聲，該季中的阿寶也因此隨之長大一歲。創作團隊也有成員參與了配音。沃德本人在劇中飾演腫泡泡公主等角色，前故事板創作團隊成員尼基·楊在劇中飾演遊戲機嗶莫，並以韓語為傑克的女友彩虹姐姐配音。製片總監色洛普·範·奧爾曼在〈公主的頭髮〉一集中為叢林女巫配音。沃德還邀請了自己母親貝蒂·沃德（Bettie Ward）的好友波莉·露·利文斯頓（Polly Lou Livingston），為劇中形象類似老奶奶的樹鼻妹配音。大反派陰魔王由朗·普爾曼配音，在〈愚笨的人類〉一集中首次登場。配音時，劇組成員會聚在一起共同完成錄音，而非像其他動畫一樣每人單獨錄制自己的台詞再剪輯到一起。沃爾什曾表示劇集的錄音過程「類似劇本圍讀」。這種錄音方式使得人物對白更加自然，其效果也獲得好評。
該季製作還邀請了諸多演員客串配音。在〈惡夜魔境〉一集中，劇組邀請了奧莉薇亞·奧爾森現實生活中的父親，編劇馬丁·奧爾森為劇中艾薇爾的父親寒森·阿巴迪爾配音。此外還有瑞典演員彼得·斯特曼在〈神奇盔甲〉一集為切片爵士配音，饒舌歌手比兹·马基在〈慢慢愛〉一集客串蛞蝓史洛克一角。美國演員保羅·魯本斯在〈發電機〉一集飾演地精國王。〈美味皇家塔〉一集中則有演員史蒂芬·魯特的客串。〈彩爸和彩媽〉一集中，彩虹姐姐的父母是由亨利·羅林斯和蘿拉·席爾蔓兩位演員配音。演員邁克爾·J·安德森參與了〈沈默的國王〉一集。〈尋找死神〉一集中的死神一角由演員米格爾·費雷爾飾演，費雷爾之後在第四季中又再次飾演該角色。〈巨人蘇珊〉中首次登場的蘇珊一角由傑姬·布斯卡里諾配音，並在之後多季中成為常駐角色。在〈怪獸的肚子〉中，喜劇演員安迪·薩姆伯格為派對帕特一角獻聲。〈吸血鬼訓練課〉一集中，艾薇爾的三個鬼魂朋友則由演員布萊恩·鮑姆加德納、托比·哈斯和凱特·米庫奇配音。在〈人類大反擊〉一集中，演員伊莎貝拉·艾克絲飾演了13歲的泡泡糖公主，之後在第三季又再次回歸獻聲。此外，湯姆·肯尼、迪·布拉雷·貝克爾、瑪莉亞·班福德、史蒂夫·李特和肯特·奧斯本等人也在劇中為多個角色配音。

## 播出和反响

### 收视
第二季於2010年10月11日首播。首集〈惡夜魔境〉播出後獲得200.1萬觀眾的收視，比上一季首播集略低，但高於上一季季終集。這一集比前一年同一檔期的收視率也有明顯提升，收視人數上漲超過30%。其中9-14歲年齡段觀眾上漲最多，漲幅達到59%。第二季第3集〈效忠國王〉收穫了逾254.1萬觀眾，是該季中收視人數最高的一集。
第二季原計劃在2011年5月2日連播〈愚笨的人類〉和〈愚笨的人類〉兩集收尾，為下一季留下懸念。但節目編排因故調整，原定在4月25日播出的第24集〈吸血鬼訓練課〉在當日臨時推遲至5月9日作為季終的第26集播出，〈愚笨的人類〉和〈人類大反擊〉兩集播出時間不變，因此成為第24和25集。〈吸血鬼訓練課〉一集收視人數達到197.5萬，高於第一季季終集的收視數據。

### 評價和獲獎
第二季播出後獲得評論界的廣泛贊譽，其中首集〈惡夜魔境〉尤其獲得好評。家庭娛樂網站評論人泰勒·福斯特（Tyler Foster）稱贊這一集「恰當地展示了」這部動畫包含的所有元素。福斯特認為這一集中艾薇爾和父親之間的矛盾以嚴肅正經的方式得到解決，同時整集中又充滿荒誕搞笑的情節，嚴肅和荒誕能完美結合，毫不突兀。他還認為這一集的歌曲也為劇集增添了色彩。第二季播出後曾發行了一版DVD收錄了前兩季中的16集，其中包括〈惡夜魔境〉一集。MTV撰稿人查爾斯·韋伯（Charles Webb）高度評價此集，認為其是這版DVD中的最大亮點。評論網站IGN的馬特·福勒（Matt Fowler）更是稱這一集為「經典之作」，認為其代表了《探險活寶》的最高水準。這一集之後被2011年美國電視業最高獎第63屆黃金時段艾美獎「最佳短篇動畫節目」提名，但未能獲獎。
第二季整季亦獲得正面評價。影評網站IndieWire編輯格雷格·埃爾巴爾（Greg Ehrbar）認為其完美地命中目標人群「兒童和青少年」，同時又「毋庸置疑」適合成年人觀看，稱其中角色「比很多黃金時段節目中的人物更有深度」，在幽默之余有很多「暖心」的細節。馬特·福勒也高度評價這一季，盛贊其人物鮮活。他認為這一季在保留了第一季元素的同時又「成功地拓展開來」。他指出劇集自這一季開始略有黑暗，出現了前一季中沒有的反面角色和陰暗笑話，尤其是結尾的〈愚笨的人類〉和〈人類大反擊〉這兩集「強大有力」。泰勒·福斯特在評論第二季DVD套裝時給本季內容打出五星滿分評價。他「極力推薦」這一季，認為其探索並拓展了第一季建立的世界觀，稱其「融合了各種元素」，「罕有作品能達到如此高度」。福斯特稱第二季中的場景、人物大多在第一季已經出現過，但仍然能始終保持新意。他戲稱劇組「詭計多端」，而第二季末為後續內容設下的伏筆更是俘獲觀眾的「一大利器」。但福斯特對DVD中的視頻質量略有不滿，指出DVD的色彩雖然完美，但偶有疊影出現。他對DVD的附加內容也不甚滿意，稱沃德親自錄制的評論音軌雖然是一大特色之處，但剪輯不盡如人意。
《探險活寶》在2011年2月頒發的美國動畫業最高獎項第38屆安妮獎中被「最佳兒童電視動畫節目製作」提名，但未能獲獎。

## 集數
| 總集數 | 集數 （季） | 標題           | 導演          | 編劇和分鏡創作               | 首播日期       | 製作 代碼 | 美國收視人數 （百萬） |
| --- | ----------- | -------------- | ------------- | ---------------------------- | -------------- | --------- | --------------------- |
| 27 | 1           | 惡夜魔境       | 賴瑞·萊奇力特 | 亞當·穆托、芮貝卡·薛格       | 2010年10月11日 | 1002-029  | 2.00                  |
| 阿寶聽到艾薇爾唱歌抱怨父親和自己關係疏遠，於是把他從惡夜魔境召喚出來，希望二人能重歸於好。她的惡魔父親寒森·阿巴迪爾（馬丁·奧爾森配音）卻要吸取所有人的靈魂。阿寶不得不想方設法阻止他，父女二人最終也坦白了對於對方的愛。                                                      |             |                |               |                              |                |           |                       |
| 28 | 2           | 邪惡之眼       | 賴瑞·萊奇力特 | 肯特·奥斯本、索姆雷·瑟亞馮   | 2010年10月18日 | 1002-031  | 2.26                  |
| 阿寶和老皮的窗外一直有隻眼睛巨大、神情詭異的馬監視著他們，因此內心不安難以入睡。兩人用盡方法仍不能把它趕走，最終發現它是冰霸王假扮的，並告訴他們自己監視他們是為了學習如何快樂。                                                                                              |             |                |               |                              |                |           |                       |
| 29 | 3           | 效忠國王       | 賴瑞·萊奇力特 | 肯特·奥斯本、索姆雷·瑟亞馮   | 2010年10月25日 | 1002-027  | 2.54                  |
| 阿寶和老皮解救了被冰霸王綁架的公主，冰霸王卻認為是公主和他分手。他剪掉了鬍子尋找新的生活，但這一新形象卻意外受到其他公主的歡迎。冰霸王趁機改頭換面假扮成新的身份。阿寶和老皮起初誤以為他是新來的國王，但最終揭穿了他的騙局。                                                  |             |                |               |                              |                |           |                       |
| 30 | 4           | 神奇盔甲       | 賴瑞·萊奇力特 | 本頓·康納、科爾·桑切斯       | 2010年11月1日  | 1002-028  | 1.95                  |
| 阿寶手指被木刺刺傷，戴上了一個頂針卻遭到切片爵士（Sir Slicer，彼得·斯特曼配音）嘲笑，於是前去尋找一副魔法盔甲。經歷了種種尷尬，他最終意識到生活中遇到羞恥的事情也很正常，反擊了爵士的羞辱。                                                                                             |             |                |               |                              |                |           |                       |
| 31 | 5           | 說故事         | 賴瑞·萊奇力特 | 亞子·卡斯圖埃拉、湯姆·赫皮奇 | 2010年11月8日  | 1002-030  | 2.15                  |
| 老皮臥病在床，希望阿寶給他講故事照顧他。阿寶到森林里尋找完美的故事，卻激怒了森林里的動物們。動物們想要懲罰他，而他則想辦法重新獲得了他們的好感，也編了一篇完美的故事。 |             |                |               |                              |                |           |                       |
| 32 | 6           | 慢慢愛         | 賴瑞·萊奇力特 | 本頓·康納、科爾·桑切斯       | 2010年11月15日 | 1002-032  | 2.09                  |
| 阿寶和老皮的樹屋遭到巨型蝸牛史洛克（Snorlock，比茲·馬基配音）破壞，房子成為了他背上的殼。兩人發現他只是希望找一個女朋友，幫助他搭訕女蝸牛卻屢屢失敗，隨後發現他其實是沒有殼的蛞蝓，最終幫他找到了同樣身為蛞蝓的女友。                                                                 |             |                |               |                              |                |           |                       |
| 33 | 7           | 發電機         | 賴瑞·萊奇力特 | 亞當·穆托、芮貝卡·薛格       | 2010年11月22日 | 1002-033  | 2.23                  |
| 阿寶遭邪惡的地精（保羅·魯本斯配音）綁架，被迫為地精翻轉大地的機器提供能量。老皮前去營救他，但總是走神，經歷了各種干擾後終於解救了阿寶。 |             |                |               |                              |                |           |                       |
| 34 | 8           | 水晶魔力       | 賴瑞·萊奇力特 | 傑西·莫納漢、科爾·桑切斯     | 2010年11月29日 | 1002-036  | 2.00                  |
| 阿寶和老皮意外進入水晶象限，守衛囚禁了阿寶要把他變成水晶。兩人之後發現水晶象限是由先前消失的樹鼻妹統治。樹鼻妹在水晶魔力能量的作用下已經精神失常，最後阿寶和老皮將她救出。 |             |                |               |                              |                |           |                       |
| 35 | 9           | 美味皇家塔     | 賴瑞·萊奇力特 | 亞子·卡斯圖埃拉、湯姆·赫皮奇 | 2011年1月3日   | 1002-038  | 待公布                |
| 阿寶和老皮自願接下危險的任務，為泡泡糖公主護送年度慶典需要的皇家蛋塔。兩人違背了公主的指示，自作主張踏上一條險象環生的道路。他們在路上被搶劫一空，但蛋塔還是平安抵達。 |             |                |               |                              |                |           |                       |
| 36 | 10          | 公主的頭髮     | 賴瑞·萊奇力特 | 肯特·奥斯本、索姆雷·瑟亞馮   | 2011年1月10日  | 1002-035  | 1.89                  |
| 一個禿頭的叢林女巫（色洛普·範·奧爾曼配音）挾持了老皮，威脅阿寶幫她找公主的頭髮。阿寶尋求了哇賽秘境的公主們，但女巫仍不滿意。阿寶最終犧牲了自己的金色長髮，救出了老皮。 |             |                |               |                              |                |           |                       |
| 37 | 11          | 冰之刃密室     | 賴瑞·萊奇力特 | 亞當·穆托、芮貝卡·薛格       | 2011年1月17日  | 1002-037  | 待公布                |
| 阿寶和老皮迷上了忍者文化，趁冰霸王不在，潛入他的城堡，計劃在他回家後解救他綁架的公主。兩人在城堡中發現了冰霸王的密室，在他回家後與他展開對決。 |             |                |               |                              |                |           |                       |
| 38 | 12          | 彩爸和彩媽     | 賴瑞·萊奇力特 | 亞子·卡斯圖埃拉、湯姆·赫皮奇 | 2011年1月24日  | 1002-034  | 2.18                  |
| 老皮答應女友彩虹姐姐（妮基·楊配音）願意與她的父母（亨利·羅林斯與蘿拉·席爾蔓配音）見面，但狗和彩虹獨角獸兩個種族常年衝突不斷。老皮為此緊張不已，偽裝成彩虹獨角獸，但最終被識破。彩虹姐姐的父母卻一直喜愛狗，因此喜出望外。                                                     |             |                |               |                              |                |           |                       |
| 39 | 13          | 神秘豆莢       | 賴瑞·萊奇力特 | 肯特·奥斯本、索姆雷·瑟亞馮   | 2011年1月31日  | 1002-039  | 1.94                  |
| 阿寶和老皮得到了三顆神秘的魔豆，其中兩顆代表善良、一顆代表邪惡。兩人種下魔豆，其中一顆長出了邪惡的小豬仔，兩人最終一起擊敗小豬，解救了村民。 |             |                |               |                              |                |           |                       |
| 40 | 14          | 沉默的國王     | 賴瑞·萊奇力特 | 傑西·莫納漢、科爾·桑切斯     | 2011年2月7日   | 1002-040  | 待公布                |
| 阿寶為了阻止暴力衝突，成為了一個哥布林國的國王，但無法忍受這個國家的奇怪規定。他於是悄悄退位，假裝仍在統治國度，自己則在擊敗了敵人之後繼續冒險。 |             |                |               |                              |                |           |                       |
| 41 | 15          | 真正的自己     | 賴瑞·萊奇力特 | 亞當·穆托、芮貝卡·薛格       | 2011年2月14日  | 1002-041  | 1.83                  |
| 阿寶要在泡泡糖公主的科學燒烤會上演講，擔心自己不夠聰明。他於是戴上了一副魔法眼鏡獲得了極高的智商，想要給公主留下深刻印象獲得她的芳心，但意外製造了一個黑洞。最終他摘下眼鏡，回歸真實的自己，靠勇氣化解了危機。                                                                |             |                |               |                              |                |           |                       |
| 42 | 16          | 電玩世界       | 賴瑞·萊奇力特 | 亞子·卡斯圖埃拉、湯姆·赫皮奇 | 2011年2月21日  | 1002-042  | 1.73                  |
| 阿寶和老皮進入嗶莫的遊戲中，需要擊敗三個怪物。兩人意外被傳送到遊戲外，不料遊戲中的怪物也跟到現實世界，要毀掉嗶莫。最終阿寶成功放出連續技，擊敗了怪物。 |             |                |               |                              |                |           |                       |
| 43 | 17          | 尋找死神       | 賴瑞·萊奇力特 | 傑西·莫納漢、科爾·桑切斯     | 2011年2月28日  | 1002-044  | 1.98                  |
| 阿寶和老皮照顧泡泡糖公主的植物時意外把植物害死。兩人在薄荷管家（史蒂夫·李特配音）的指示下前往死亡大陸，想要找回植物的靈魂。老皮誤喝了忘川水失去記憶，阿寶在音樂決鬥中敗給死神（米格爾·費雷爾配音）。死神想要殺死他們，卻發現他們認識薄荷管家，於是將兩人放走。                |             |                |               |                              |                |           |                       |
| 44 | 18          | 巨人蘇珊       | 賴瑞·萊奇力特 | 亞當·穆托、芮貝卡·薛格       | 2011年3月7日   | 1002-045  | 2.38                  |
| 阿寶在地下發現一個殘破的城市，發現居民是一群類人類生物。他此前認為自己是僅存的人類，因此十分激動。兩人結識了部落中的蘇珊（杰姬·布斯卡里诺配音），教導她地面上的生活。蘇珊不能理解，事態超出控制。阿寶最終解決危機，並得知先前碰到的人們全是魚人，但仍然不知道蘇珊的真實身份。 |             |                |               |                              |                |           |                       |
| 45 | 19          | 神秘列車       | 賴瑞·萊奇力特 | 肯特·奥斯本、索姆雷·瑟亞馮   | 2011年3月14日  | 1002-043  | 1.96                  |
| 老皮為了慶祝阿寶的13歲生日，帶他登上一列神秘列車。兩人在車上捲入連環謀殺案，阿寶努力破解謎團，與兇手展開搏鬥，最終發現整個謎團都是老皮為他計劃的生日禮物。 |             |                |               |                              |                |           |                       |
| 46 | 20          | 一起看電影     | 賴瑞·萊奇力特 | 亞子·卡斯圖埃拉、湯姆·赫皮奇 | 2011年3月28日  | 1002-046  | 1.27                  |
| 阿寶想邀請泡泡糖公主一起看電影，於是找了艾薇爾和老皮尋求建議。老皮給出了很多浪漫但可笑的建議，而艾薇爾的建議則更直接但粗暴無理。阿寶屢遭公主拒絕，最後和艾薇爾以朋友的身份一同前往。                                                                                          |             |                |               |                              |                |           |                       |
| 47 | 21          | 怪獸的肚子     | 賴瑞·萊奇力特 | 肯特·奥斯本、索姆雷·瑟亞馮   | 2011年4月4日   | 1002-047  | 1.64                  |
| 阿寶和老皮進到一隻怪獸的肚子里，發現一群熊在這裡跳舞聚會。兩人找到他們的首領派對帕特（Party Pat，安迪·薩姆伯格配音），想要把他們救出，卻被迫一起參加聚會。最終兩人帶著大家在岩漿湧入之前逃出。                                                                                         |             |                |               |                              |                |           |                       |
| 48 | 22          | 不要再ㄍㄧㄣ了 | 賴瑞·萊奇力特 | 傑西·莫納漢、科爾·桑切斯     | 2011年4月11日  | 1002-048  | 1.69                  |
| 阿寶與老皮進入一座魔法許願迷宮尋找熱狗公主的騎士。老皮為了不迷路，不斷伸長自己的身體，最終到達極限。阿寶在迷宮中心許願，獲得了兩人夢寐以求的「古代靈異雙頭戰象」，也讓老皮恢復健康。                                                                                          |             |                |               |                              |                |           |                       |
| 49 | 23          | 拍電影         | 賴瑞·萊奇力特 | 肯特·奥斯本、索姆雷·瑟亞馮   | 2011年4月18日  | 1002-051  | 1.73                  |
| 阿寶和老皮組建了電影俱樂部，決定要自己拍電影。老皮想要拍一部浪漫喜劇，而阿寶則想拍動作冒險電影。兩人在拍攝時混亂不斷，引發了爭吵。嗶莫把兩人拍攝時的花絮和各種經歷剪輯成電影，讓他們和好如初。                                                                                |             |                |               |                              |                |           |                       |
| 50 | 24          | 愚笨的人類     | 賴瑞·萊奇力特 | 亞當·穆托、芮貝卡·薛格       | 2011年5月2日   | 1002-049  | 1.92                  |
| 泡泡糖公主帶阿寶和老皮參觀被琥珀封印的陰魔王（朗·普爾曼配音），陰魔王咒語控制下的招手蝸牛卻意外把他釋放出來。兩人出發阻止他毀滅世界，但不明真相的冰霸王一直打擾他們。阿寶最終用公主為他織的毛衣擊敗了陰魔王，冰霸王卻失手將公主掉進陰魔王的力量之井。                         |             |                |               |                              |                |           |                       |
| 51 | 25          | 人類大反擊     | 賴瑞·萊奇力特 | 傑西·莫納漢、科爾·桑切斯     | 2011年5月2日   | 1002-052  | 1.92                  |
| 泡泡糖公主進入醫院搶救，但她此時已經被陰魔王附身。陰魔王的力量最終失控逃脫糖果王國，阿寶和老皮在冰霸王的幫助下戰勝了他。泡泡糖公主在戰鬥中受到重傷，搶救時沒有足夠的糖果恢復她的軀體，公主於是變成13歲的樣子。陰魔王則自此附身到招手蝸牛身上。                                |             |                |               |                              |                |           |                       |
| 52 | 26          | 吸血鬼訓練課   | 賴瑞·萊奇力特 | 亞子·卡斯圖埃拉、湯姆·赫皮奇 | 2011年5月9日   | 1002-050  | 1.98                  |
| 艾薇爾捉弄阿寶和老皮，騙他們相信自己變成了和她一樣的吸血鬼，開始假裝訓練他們。艾薇爾的鬼魂朋友把玩笑越開越大，想要殺死這兩人，艾薇爾用盡方法仍無力救下他們。但最終所有人卻因一部電影而化敵為友。                                                                              |             |                |               |                              |                |           |                       |

## 家庭媒體
第二季播出後，華納家庭娛樂曾發行數套DVD，收錄了其中的部分集數。除在卡通頻道官方商店銷售之外，iTunes Store和亞馬遜也提供了第二季全集供觀眾下載。
2013年6月4日，卡通頻道首次發行了第二季全集的DVD套裝和藍光套裝。
| 探險活寶：第二季完整版                                           |                                                                  | | |
| 套裝內容和格式                                                   | 套裝內容和格式                                                   | 特別收錄 | 特別收錄 |
| - 全部26集 - 2碟套裝 - 1.78:1 寬高比 - 英文字幕 - 英語杜比立體聲 | - 全部26集 - 2碟套裝 - 1.78:1 寬高比 - 英文字幕 - 英語杜比立體聲 | - 全部26集評論音軌： - 由潘得頓·沃德、芮貝卡·薛格、亞當·穆托、亞子·卡斯圖埃拉、湯姆·赫皮奇、科爾·桑切斯、本頓·康納、伊恩·瓊斯-誇泰、史蒂夫·沃夫哈德、傑西·莫納漢和肯特·奧斯本錄製 - 潘得頓·沃德採訪劇組成員和影集主創 | - 全部26集評論音軌： - 由潘得頓·沃德、芮貝卡·薛格、亞當·穆托、亞子·卡斯圖埃拉、湯姆·赫皮奇、科爾·桑切斯、本頓·康納、伊恩·瓊斯-誇泰、史蒂夫·沃夫哈德、傑西·莫納漢和肯特·奧斯本錄製 - 潘得頓·沃德採訪劇組成員和影集主創 |
| 發行日期                                                         |                                                                  | | |
| 區域1                                                            | 區域4                                                            | 區域A | 區域B |
| 2013年6月4日                                                     | 2013年9月4日                                                     | 2013年6月4日 | 2013年9月4日 |